# 澳洲國立大學
澳大利亚國立大學（英語：The Australian National University，缩写作、澳国立），於1946年創立，是一所位於澳洲首都特區坎培拉的研究型國立大學。该校是國際研究型大學聯盟、澳洲八校聯盟、大學天文研究協會以及環太平洋大學聯盟的盟校之一。该校是澳大利亞由澳洲國會立法創建的大學，也是澳洲唯一國立的国立大學，其它澳洲公立大學均為州立大学。
澳洲國家級學術研究單位澳洲科學院、澳洲人文科學院、澳洲社會科學院和澳洲法律科學院位於校園內。校園四周還坐落著澳大利亞國立博物館、澳洲最大的國家級科研機構CSIRO。校內學者獲選為澳洲聯邦院士人數超過270名，居澳洲大學之冠，而英國皇家學會的成員人數亦是澳洲第一。傑出校友包括六名諾貝爾獎得主、四十九名羅德獎學金得主、兩名澳洲總理、十二名現任聯邦部長與三十名現任大使等。
该校在2024年的QS世界大學排名為全球第34名、澳洲第4，泰晤士高等教育世界大學排名為全球第59名、澳洲第3，並被泰晤士高等教育評選為2019全球最國際化的學府第12名、澳洲第1。在2019年泰晤士世界大學畢業生就業力排行榜中，名列世界第29、澳洲第2。

## 校史

### 20世紀

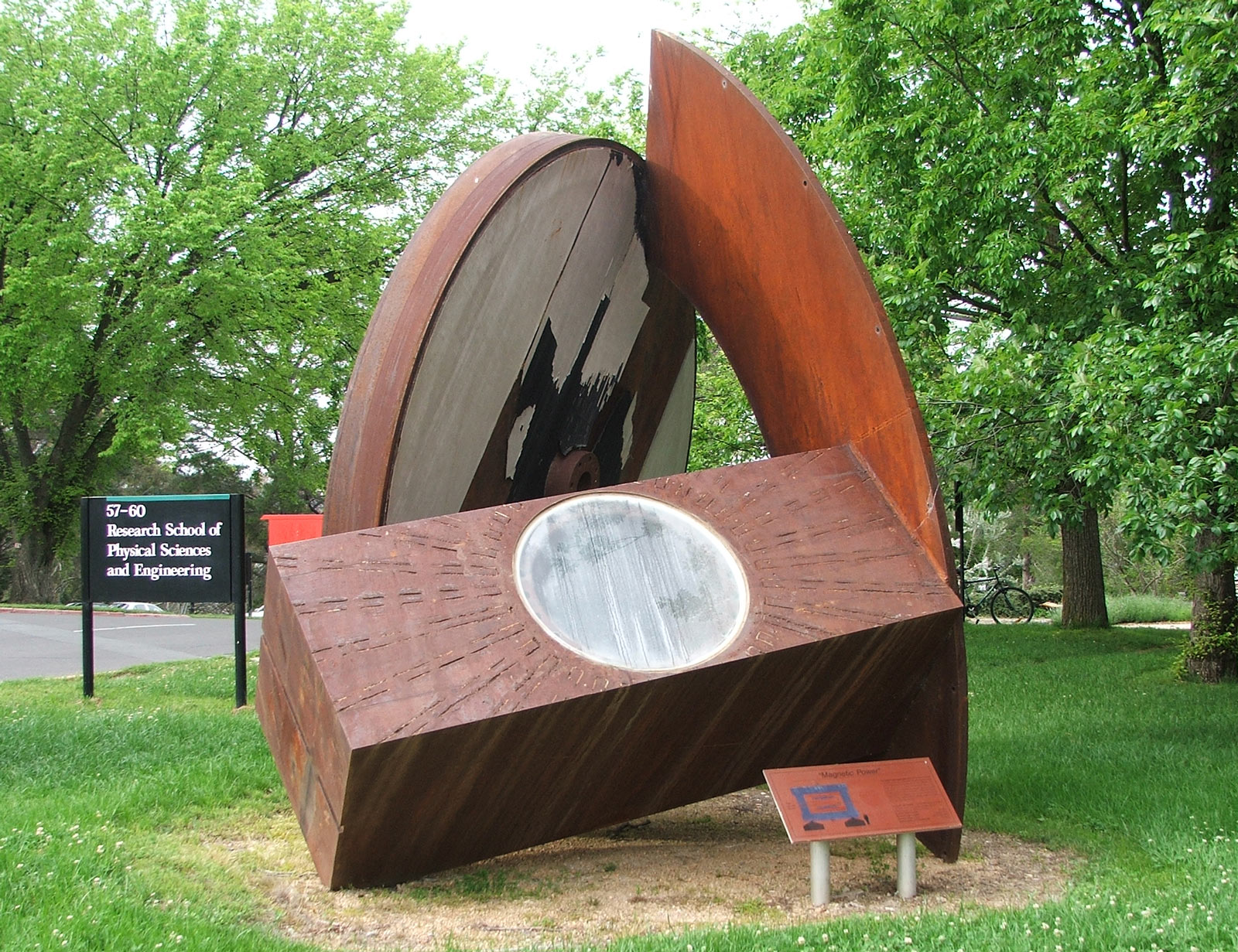
马克·奥利芬特爵士設計碑

澳洲國立大學的創立是依據澳洲國會通過的專案法。該法案由當時的澳洲總理班·奇夫利以及二次世界大戰戰後重建委員會主任约翰·戴德曼所共同提出，並得到了反對黨領袖羅伯特·孟席斯的全力支持，順利於1946年8月1日獲得通過。
創校宗旨在於建立一所頂尖的研究型國立大學，以提升澳洲的整體學術研究實力。澳洲國立大學草創初期是以美國大學協會創始校之一約翰·霍普金斯大學為參考藍本，即沒有大學部的研究型大學。澳洲國立大學也成了澳洲唯一由聯邦國會立法設立的國立大學，不同於其它澳洲公立大學皆是由各地州議會立法設立。
澳洲國立大學成立後，大批傑出的澳洲學者們開始陸續加入其創建行列，其中包括在雷達開發與核物理領域中赫赫有名的马克·奥利芬特爵士、青黴素的發現者霍華德·弗洛里，弗洛里男爵、歷史學界的大師基思·汉考克爵士和著名的經濟學者赫伯特·科尔·库姆斯爵士等等。
創校初期，澳洲國立大學致力於尖端科技的研發，並且只招收研究生。直到1960年將當時隸屬於墨爾本大學的堪培拉大学学院併入，才開始招收大學部學生。1979年創立ANU Enterprise，負責事業單位的營運，例如科研專案承接、精密科學儀器生產等等。

### 21世紀

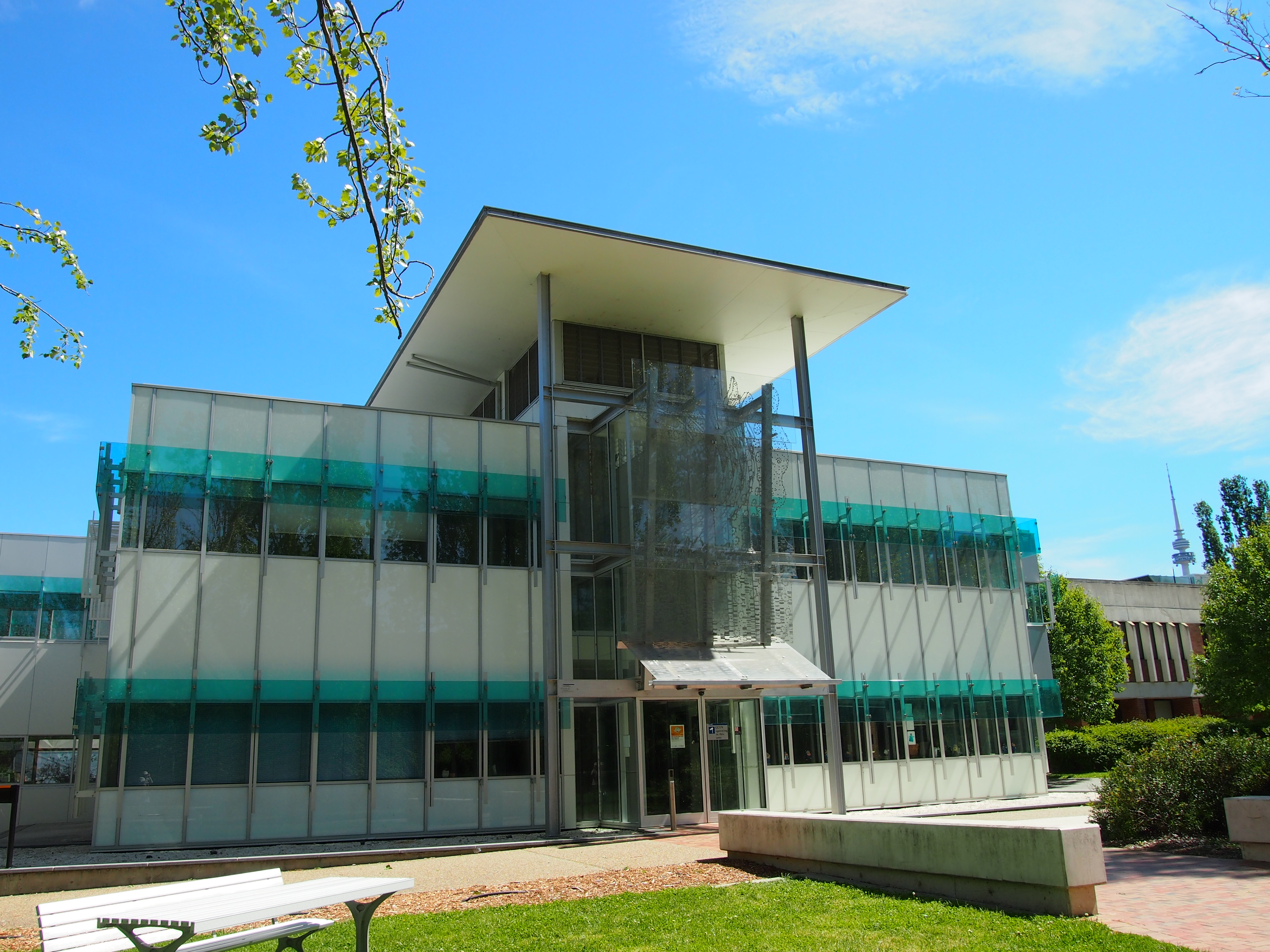
澳洲國立大學醫學院大樓

在澳洲首都特區坎培拉的都市計畫藍圖中，澳洲國立大學主校區不僅僅是一般大學校區，同時也應規劃設立澳洲國立大學醫學院和附設醫院。2001年4月，經過長達八個月的公共辯論和政府會議討論，澳洲政府宣布挹注该校成立澳洲第12所醫學院。經過幾年發展，澳洲國立大學醫學院現已在澳洲的醫學院中名列前茅。
根據2010年統計，澳洲國立大學約有八成三的教職員擁有博士學位，遠高於澳洲全體大學約五成的平均水平。
在2011年9月，校長宣布為期十年的新校務發展計畫。依據此發展計畫，未來十年该校將致力於提升學術研究與教學品質，並積極強化其在澳洲與亞太地區公共政策智庫的角色。進而於2020年前將澳洲國立大學定位並塑造成不僅是澳洲國家的（National）大學，同時也是最好的（Finest）大學。經過長達七個月的規劃與討論，細部計畫與短、中、長期執行策略皆於2011年9月22日公佈於官方網站。
2011年，澳洲國立大學獲得約1.2371億澳幣的募款資金，超越墨爾本大學和雪梨大學成為人均獲款第一的大學。

## 文化传统
澳洲國立大學的學位服是採用傳統牛劍設計準則（subfusc），從流蘇、帽、袍到垂布，皆有詳細規範，依照學位等級的不同，加上各學術領域的特定配色，多達數十種組合，畢業大典亦沿用中世紀流傳下來的學位授予儀式。
校徽以藍色盾為底；紋章象徵南十字星座光輝下的澳大利亞聯邦；中間的迴力鏢（Boomerangs）圖騰，代表著國家權力的核心：澳洲國會大廈；水波紋則帶有太平洋與大洋洲的含意。校徽下的拉丁文格言則是校訓：Naturam Primum Cognoscere Rerum（英文為：First to learn the nature of things；中文譯：从认清事物的本质开始）。此校訓是源自於羅馬共和國哲學家暨詩人盧克萊修的詩句。
2011年初開始，澳洲國立大學推行採用新的白底標識，逐步取代使用多年的舊款方格狀大字標識。新標識的設計概念為簡化風格，強化標示的魄力和清晰度，並改變字體與用色，主要目的在於讓它於運用上能夠有更高的靈活性。
澳洲國立大學校內有一柄傳承自英語世界最古老大學的銀白色權杖，象徵其歷任校長與校監之學術權威。此權杖是在1950年由英國牛津大學獻贈給澳洲國立大學，與該校的牛津權杖（Oxford mace）完全相同，是由十八世紀金匠Benjamin Pyne以黃金打造而成。其所散發出的潔白光輝，乃是由於外層鍍上的一層白銀。
在畢業典禮等重要儀式上，可見到這柄權杖。由執杖吏（Esquire Bedel）負責持杖，引導學校行政高層與校務委員會的成員進場和離席。在學位授予的儀式過程中，此杖會被安置在校長座前鑲有校徽的杖架上。權杖頂端，則必須對向台前的學位頒布者：校監。

## 校务治理
根據1991年由澳洲聯邦政府所修訂的《澳洲國立大學法案》，澳洲國立大學採用委員會制的方式治理校園。校務委員會由十五名委員組成，負責任命校長和院長、審核治校方針和年度預算、樹立營運政策和程序，以及監督辦學成果、產學合作和風險控管等。校務委員會的主席由澳洲國立大學校監（Chancellor）擔任，副主席由副校監（Pro-Chancellor）擔任，校長（Vice-Chancellor & President）則是學校的行政首長，在校務委員會的授權與監督下，負責學校的實際營運和行政團隊管理。
澳洲國立大學歷任校監（Chancellor）皆由德高望重的政要名流或學者出任。過去也曾由諾貝爾獎得主和卸任澳洲總理擔任。除了主持校務委員會外，校監亦在畢業典禮上負責主持學位頒授儀式。現任校監為朱莉·毕晓普，为澳大利亚前外交部长、自由党的前副领袖及前众议院议员，于2020年1月1日就任。

## 學院架構
澳洲國立大學現階段包含了七大學院（Colleges）。學院底下設有研究院（Research Schools）。研究院除了進行學術研究外，也肩負研究生和大學生的教學。學院另下轄教學學院（Schools）則以提供教學為主。有些學院還設有研究所（Institute）和智庫中心（University Centres）擔任聯邦政府智庫角色，僅專注於學術研究。
澳洲國立大學高階研究中心與學院附設智庫中心等校內研究組織，會依照聯邦政府需求或研究需要而進行不定期的整併或新設。。

### 人文與社會科學學院
- ANU人文與社會科學學院（ANU College of Arts and Social Sciences （页面存档备份，存于））
  - 澳洲人口與社會研究所（Australian Demographic and Social Research Institute）
    - 澳洲社會科學資料檔案庫（Australian Social Science Data Archive）

  - 人文與藝術研究院（Research School of Humanities and the Arts）
    - 音樂學院（School of Music）
    - 藝術學院（School of Art）
    - 考古與人類學學群（School of Archaeology and Anthropology）
    - 文化研究學群（School of Cultural Inquiry）
    - 語言學學群（School of Language Studies）
      - 數位人文科學樞紐（Digital Humanities Hub）
      - Freilich基金會（Freilich Foundation）
      - 人文科學研究中心（Humanities Research Centre）
      - 文化遺產與藝術專業實踐研究所（Institute for Professional Practice in Heritage and the Arts）

  - 社會科學研究院（Research School of Social Sciences）
    - 歷史學群（School of History）
    - 哲學學群（School of Philosophy）
    - 政治與國際關係學群（School of Politics and International Relations）
    - 社會學學群（School of Sociology）
      - 澳洲國家拉丁美洲研究中心（Australian National Centre for Latin American Studies）
      - 澳洲國家實習學程（Australian National Internships Program）
      - 原住民經濟政策研究中心（Centre for Aboriginal Economic Policy Research）
      - 阿拉伯與伊斯蘭研究中心（Centre for Arab and Islamic Studies）
      - 教育發展與學術方法中心（Centre for Educational Development and Academic Methods）
      - 博弈理論研究中心（Centre for Gambling Research）
      - 政策創新中心（Centre for Policy Innovation）
      - 國家傳記文學中心（National Centre of Biography）
      - 澳洲鄉村與區域國家研究所（National Institute for Rural and Regional Australia）

  - 歐洲研究中心（Centre for European Studies）
  - 澳洲國家辭典中心（Australian National Dictionary Centre）

#### 歐洲研究中心
澳洲國立大學歐洲研究中心（ANU Centre for European Studies），隸屬该校人文與社會科學學院。由歐盟委員會和该校共同成立。2011年9月歐盟委員會主席若澤·曼努埃爾·巴羅佐到澳洲訪問期間，特地安排前往欧洲研究中心訪問並舉行公開演說。

#### 澳洲國家辭典中心
澳洲國家辭典中心（Australian National Dictionary Centre），是由澳洲國立大學與牛津大學於1988年共同成立，合作研究澳洲英語，成果委由牛津大學出版社出版澳洲英語字典。
该校是亞太地區的語言學研究與教學之重鎮，2012年在世界大學語言學領域排行第9名，包括標準漢語、廣東話、蒙古語、臺灣南島語、日語、韓語、泰語、馬來語等等。该校也是自然語義理論學派的大本營。

### 亚洲太平洋學院
- ANU亞洲與太平洋學院（ANU College of Asia and the Pacific （页面存档备份，存于））
- Coral Bell School of Asia Pacific Affairs
  - 文化、歷史與語言學群（School of Culture, History and Language）
  - 國際、政治與戰略研究學群（School of International, Political and Strategic Studies）
  - 法規、司法和外交學群（School of Regulation, Justice and Diplomacy）
- 克勞福德公共政策學院（Crawford School of Public Policy （页面存档备份，存于））
  - 公共政策學會（Institute of Public Policy）
  - 澳洲與紐西蘭政府學院（Australia and New Zealand School of Government；ANZSOG （页面存档备份，存于））
  - 澳洲中華全球研究中心（Australian Centre on China in the World （页面存档备份，存于））
  - 澳洲國家公共政策研究所（Australian National Institute of Public Policy；ANIPP）
    - 聯邦政府智庫：慧聰庫姆斯政策論壇（HC Coombs Policy Forum）
    - 羅蘭‧威爾遜爵士基金會（Sir Roland Wilson Foundation）

  - 國家安全學院（National Security College （页面存档备份，存于））

#### 克勞福德公共政策學院
2010年5月，澳洲總理陸克文宣佈澳洲聯邦政府投入1.11億澳幣，在该校內成立澳洲國家公共政策研究所（ANIPP）；此學院匯集了澳洲最頂尖的公共政策學者。2012年4月宣布改組成立克勞福德公共政策學院，以美國哈佛大學的甘迺迪政府學院為藍本，整合原先的克勞福德經濟與政府學院和澳洲國家公共政策研究所，肩負澳洲高階公務員培訓、進修和聯邦智庫等任務。

##### 澳洲國立大學公共政策院士
澳洲國立大學公共政策院士（ANU Public Policy Fellows），是由克勞福德公共政策學院附屬之公共政策學會（Institute of Public Policy）進行審核並授予任何在公共政策相關領域有傑出貢獻或影響力之學者此榮銜，院士來自澳洲国立大学各學院，橫跨各種學術領域。除了學者外，傑出的澳洲公職人員亦有機會成為院士。2012年中旬，公佈了首屆院士名單。公共政策院士們會有定期的聚會交流與公眾論壇活動。

##### 亞太政策學會
亞洲與太平洋政策學會（Asia and the Pacific Policy Society），成立於2012年七月份，是全球第一個以亞太地區為主體、跨國界與跨學科領域的公共政策學會。會長由ANU克勞福德公共政策學院院長兼任，旨在建立一個讓國際學者與政策制定者們可以共同參與的學會，並成為重要的溝通和交流管道，以進一步促進亞太地區之整體公共政策研究領域的發展。此學會同時規劃成為重要的國際發表平台，將編審學術期刊《亞太政策研究（Asia and the Pacific Policy Studies）》，預計2014年上半年創刊；建構亞太地區的公共政策學術主流，並與最新的國際思潮接軌。學會亦將主辦亞太政策學會年會，首屆年會訂於2012年九月初於澳洲首都特區首府坎培拉舉行。

##### 中華全球研究中心
中華全球研究中心 （页面存档备份，存于）（Australian Centre on China in the World），是當代研究中國與全球戰略的重鎮，隸屬亞太學院。2010年4月由當時的澳洲總理陸克文宣布聯邦政府出資5,300萬元澳幣成立，並在校內建造專屬研究大樓。同年6月，時任中華人民共和國副主席習近平安排前往CIW訪問並舉辦贈書儀式，以表示支持和重視。共贈送881種、1723冊相關書籍，外加60多萬種中華研究相關電子書。

### 商學與經濟學院
國立管理學研究生院（National Graduate School of Management；NGSM），曾經是ANU最主要的商學院（Business School），1994年創立後一直以企管碩士聞名於海內外。2006年ANU進行全校學院架構改組，NGSM與原本的經濟學與商務學院（Faculty of Economics and Commerce）一起併入新成立的ANU商學與經濟學院（ANU College of Business and Economics；CBE）。2011年底，CBE提案經校務委員會審核同意，進行組織再造，將其下轄的四個學群（Schools），全部升格並改名為研究院（Research Schools）。
- ANU商學與經濟學院（ANU College of Business and Economics （页面存档备份，存于））
  - 管理學研究院（Research School of Management；RSM）
  - 會計與電子商務研究院（Research School of Accounting and Business Information Systems；RSABIS）
    - 國家資訊系統研究中心（National Centre for Information Systems Research；NCISR）
    - 澳洲國家審計與鑑證研究中心（Australian National Centre for Audit and Assurance Research；ANCAAR）

  - 經濟學研究院（Research School of Economics；RSE）
    - 經濟史中心（Centre for Economic History；CEH）
    - 應用宏觀經濟分析中心（Centre for Applied Macroeconomic Analysis；CAMA）

  - 金融、精算與應用統計學研究院（Research School of Finance, Actuarial Studies and Applied Statistics；RSFAS）

##### 教學與學術評價
- 2000年，在《亞洲週刊》中，商學院獲得亞太地區排名前10大。
- 2000年，在《澳洲優秀大學指南》中，商學院獲得最高等級之五星級評價。往後歷年評鑑，ANU大多五星。
- 2003年，國際經濟學百大榜，澳洲第1名。共兩所澳洲大學入榜。
- 2004年，全球統計學排名第33名，澳洲第1名。經濟學全球第56名，澳洲第2名。
- 2005年，亞太地區會計學排名，前10名。
- 2006年，墨爾本大學高等教育品質排名，ANU商學院排行全澳洲前3名。
- 2007年，獲得澳洲聯邦政府教學卓越（Excellence of Teaching）最高等級之A1排名。

##### 清華大學－澳洲國立大學管理碩士學位教育項目
自2004年開始招生，由清華大學與澳洲國立大學兩大世界名校聯手，經中國大陸教育部與國務院學位委員會批准，始合辦管理碩士課程（Master of Management Program），為中國各行各業的中壯年高階管理人員提供國際化的在職專班進修機會。授課地點在北京，由清華大學負責基礎課程教學，澳洲國立大學則支援核心課程，定期派遣商學院的講師和學者至中國進行短期教學。
學員依規定完成課程與學位論文、論文答辯考核後，可獲澳洲國立大學「管理碩士學位證書」，主修為：科技與創新（Technology and Innovation）。此主修是ANU為這項中澳合作課程專設與專用。

#### 精算學
澳洲國立大學是澳洲四所能提供完整精算專業課程的其中一所，也是唯一被澳洲精算師協會（Institute of Actuaries of Australia （页面存档备份，存于））認定有資格授予精算學學士（Bachelor of Actuarial Studies）和精算學碩士（Master of Actuarial Studies）學位的大學。

### 工程與電腦科學學院
- ANU工程與電腦科學學院（ANU College of Engineering and Computer Science （页面存档备份，存于））
  - 電腦科學研究院（Research School of Computer Science）
  - 工程研究院（Research School of Engineering）

#### 國家計算機基地
國家計算機基地（National Computational Infrastructure；NCI），由澳洲聯邦政府、聯邦科學與工業研究組織（CSIRO）和澳洲國立大學共同投資。
- 超級電腦Raijin：2013年啟用，現役南半球和大洋洲最先進的超級電腦，命名為日文中的雷神（Raijin），由ANU負責運作管理。
- 超級電腦NCI：運算能力曾名列全球前500大超級電腦中排行第24名，由ANU負責運作管理。
- 超級電腦Vayu[26]：前大洋洲最先進的超級電腦，由ANU負責運作管理。

### 法學院
- ANU法學院（ANU College of Law）
  - 法律學院（Faculty of Law）
  - 澳洲環境法中心（Australian Centre for Environmental Law）
  - 澳洲農業智慧財產中心（Australian Centre for Intellectual Property in Agriculture）
  - 商業法中心（Centre for Commercial Law）
  - 國際公法中心（Centre for International and Public Law）
  - 法學與經濟學中心（Centre for Law and Economics）
  - 氣候法與政策中心（Centre for Climate Law and Policy）
  - 澳洲軍法與司法中心（Australian Centre for Military Law and Justice）
  - 澳洲日本法網絡（Australian Network for Japanese Law）
  - 澳洲勞動法協會（Australian Labour Law Association）
- 國家原住民研究中心（National Centre for Indigenous Studies）

### 醫學、生物暨環境學院
- ANU醫學、生物暨環境學院（ANU College of Medicine, Biology and Environment）
  - 澳洲國立大學醫學院（ANU Medical School）
  - 約翰科廷醫學研究院（John Curtin School of Medical Research）
  - 健康與心理學學群（School of Health and Psychological Sciences）
    - 心理學系（Department of Psychology）

  - 生物學研究院（Research School of Biology）
  - 芬納環境與社會學院（Fenner School of Environment and Society）
    - 生物科學研究基金（BioScience Research Facility）
- 澳洲衛生經濟研究中心（Australian Centre for Economic Research on Health）
- 澳洲基層衛生保健研究所（Australian Primary Health Care Research Institute）
- 心理健康研究中心（Centre for Mental Health Research）
- 孟席斯衛生政策中心（Menzies Centre for Health Policy）
- 國家生物安全中心（National Centre for Biosecurity）
- 人口健康研究学院（Research School of Population Health）
  - 國家流行病學與人口健康中心（National Centre for Epidemiology and Population Health）

### 自然科學暨數學學院
- ANU自然科學暨數學學院（ANU College of Physical and Mathematical Sciences）
  - 數學研究所（Mathematical Sciences Institute）
  - 物理學和工程研究院（Research School of Physics and Engineering）
  - 天文學與天體物理學研究院（Research School of Astronomy and Astrophysics）
  - 化學研究院（Research School of Chemistry）
  - 地球科學研究院（Research School of Earth Sciences）
    - 先進顯微鏡中心（Centre for Advanced Microscopy）
- 澳洲國家公眾意識科學中心（Australian National Centre for the Public Awareness of Science）

#### 澳洲電漿核融合研究設施

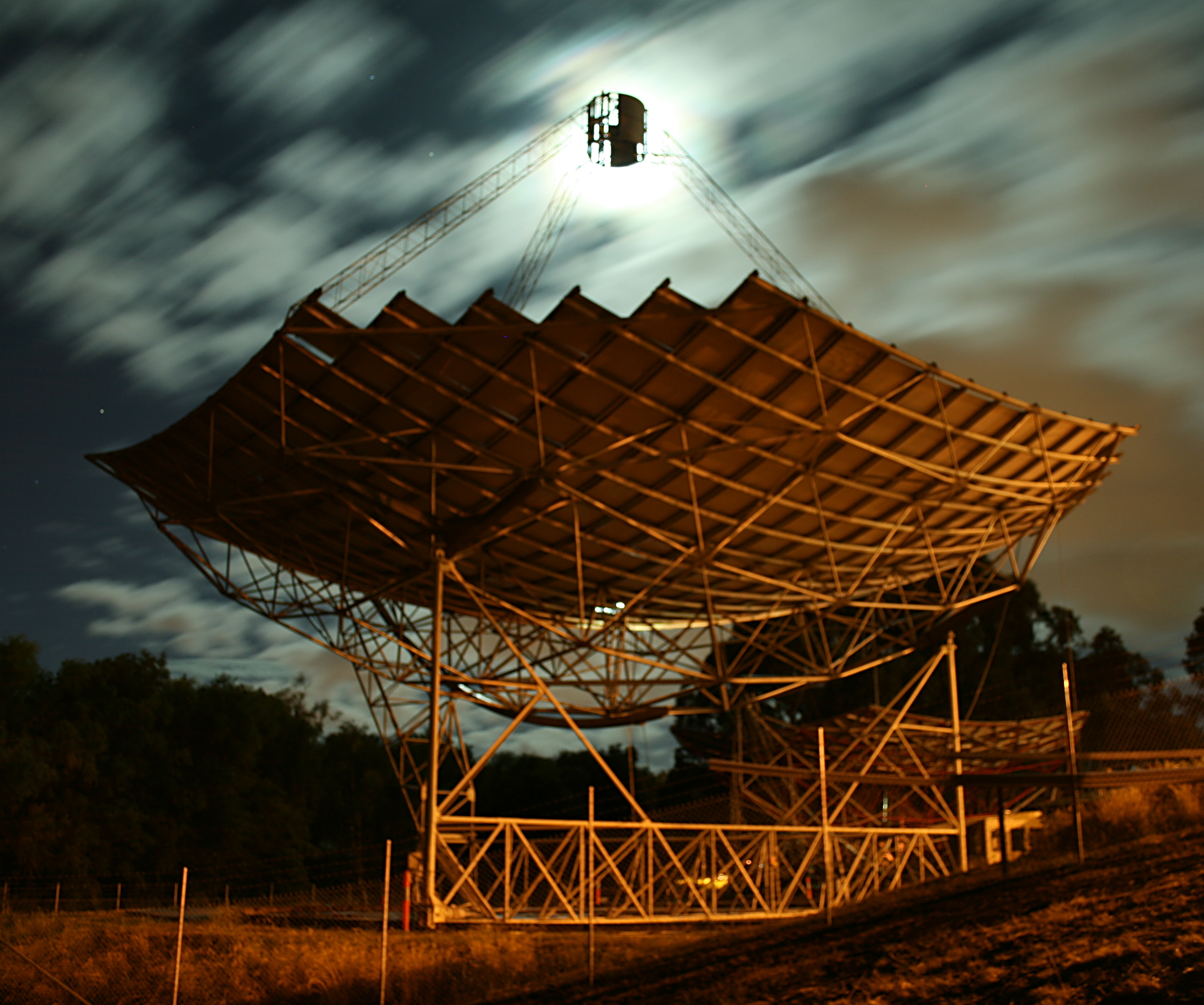
ANU校內的拋物面太陽能聚光器

澳洲國立大學被視為是核融合科技的發源地。核融合程序於1932年由澳洲科學家马克·奥利芬特發現；隨後於1950年代早期，他在澳洲國立大學（ANU）成立了全球知名的電漿核融合研究機構（Fusion Plasma Research）。ANU校內的電漿核融合研究設施（Plasma Fusion Research Facility）H-1NF是全球核融合與電漿研究的重鎮，目前也是南半球唯一的核融合研究設施。

#### 澳洲國家公眾意識科學中心
澳洲國家公眾意識科學中心（Australian National Centre for the Public Awareness of Science；CPAS），是澳洲國立大學的眾多研究中心之一，同時也是聯合國教科文組織（UNESCO）在亞太地區的重要合作夥伴與據點。以科學傳播（Science Communication）聞名。

## 校園環境

### 阿克頓主校區

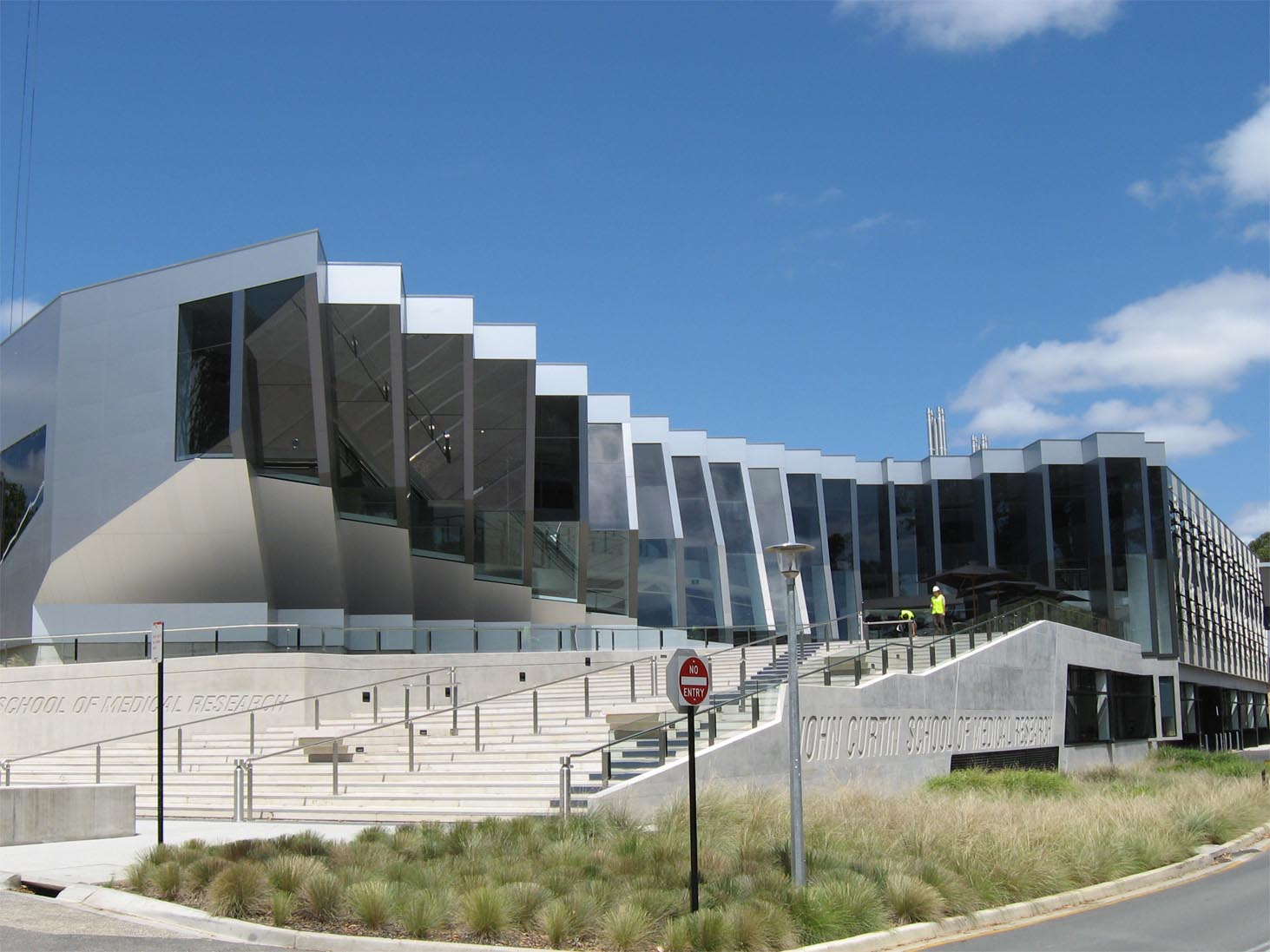
ANU醫學研究中心

澳洲國立大學的主校區位在澳洲首都坎培拉的阿克頓（Acton）社區，校園總面積約150公頃，超過200棟建築與10,000棵樹木，鄰近黑山（Black Mountain）、伯利·格里芬湖（Lake Burley Griffin）與坎培拉市中心。
校園內設有銀行、郵局、書店、藥妝店、販賣部、咖啡屋、小酒吧、餐廳、旅行社，坐擁南半球規模最大的圖書館；另備有完善的體育設施、學生醫療中心、畫廊、博物館、音樂廳等。
此外，坎培拉座落眾多的國家級文化和學術機構，如澳大利亞聯邦科學與工業研究組織、澳洲科學院、澳洲人文科學院、澳洲社會科學院、澳洲國家植物園、澳洲國家圖書館、澳洲國立美術館、澳洲國立博物館、澳洲國家檔案館、澳洲國立影片與聲音檔案館、澳洲國家生物標準實驗室、澳洲地質調查組織（AGSO）、澳洲犯罪學研究所（AIC）、澳洲戰爭紀念館、國家肖像美術館、坎培拉博物館暨美術館和國家首都展覽館等等。该校與這些機構有著緊密的聯繫和合作。

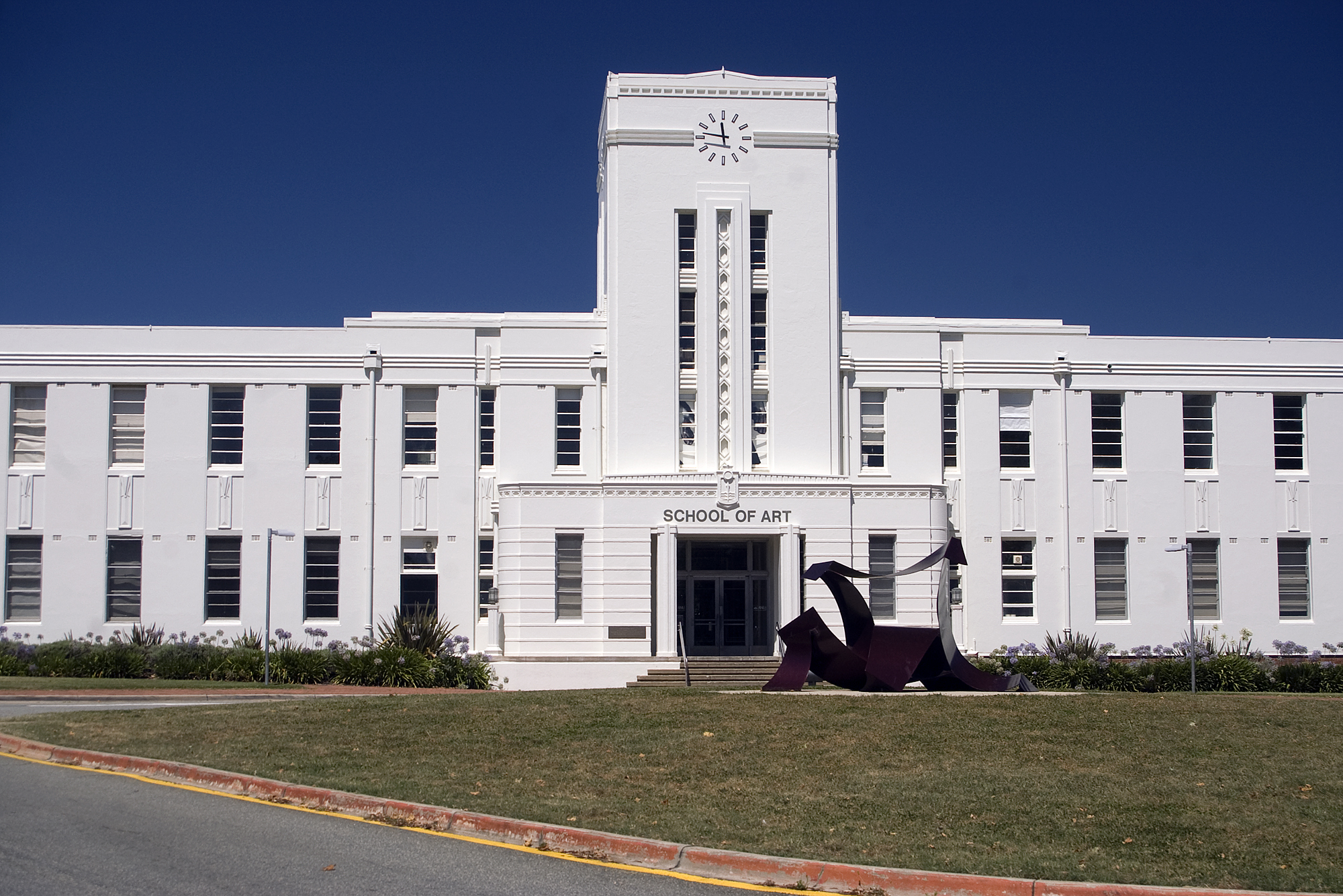
ANU人文學院

### 分支校區
- 賽丁泉天文台（Siding Spring Observatory），座落在標高海拔1165米，位於瓦倫本哥國家公園內。
- 斯壯羅山天文台（Mount Stromlo Observatory）。
- 科龍海岸校區（Kioloa Coastal Campus），位於新南威爾斯州南海岸的小型分校區。
- 北澳研究單位 （页面存档备份，存于）（North Australia Research Unit），位於北領地達爾文市的小型分校區。
- 偏遠臨床醫學院 （页面存档备份，存于）（ANU Rural Clinical School），位於新南威爾斯州東南方。
- 臨床醫學院 （页面存档备份，存于）（School of Clinical Medicine），與澳洲首都特區的兩大醫院合作設立（坎培拉醫院和Calvary醫院 （页面存档备份，存于））。

### 博物館
- 澳洲國立大學Drill Hall美術館（University Drill Hall Gallery （页面存档备份，存于））
- 澳洲國立大學藝術學院美術館（ANU School of Art Gallery （页面存档备份，存于））
- 澳洲國立大學古典博物館（ANU Classics Museum （页面存档备份，存于））
- 澳洲國立博物館（The National Museum of Australia （页面存档备份，存于））：非澳洲國立大學附設博物館，但座落於校園南端伯利·格里芬湖畔。

### 學校宿舍
澳洲國立大學目前一共有九座附屬學生宿舍（Residential Halls and Colleges），其中八座位於主校區，一座位於挪斯本大道（Northbourne Avenue）。此外，當中的兩座住宿學院（Residential Colleges）擁有獨立的自治權暨申請者篩選程序。有些宿舍附食堂並供餐，住宿費用較高；有些宿舍則不供餐，但提供自炊的廚房設施。UniLodge則是採民間興建營運後轉移模式（BOT）的新建學生宿舍，2026年將由ANU收回管理權。

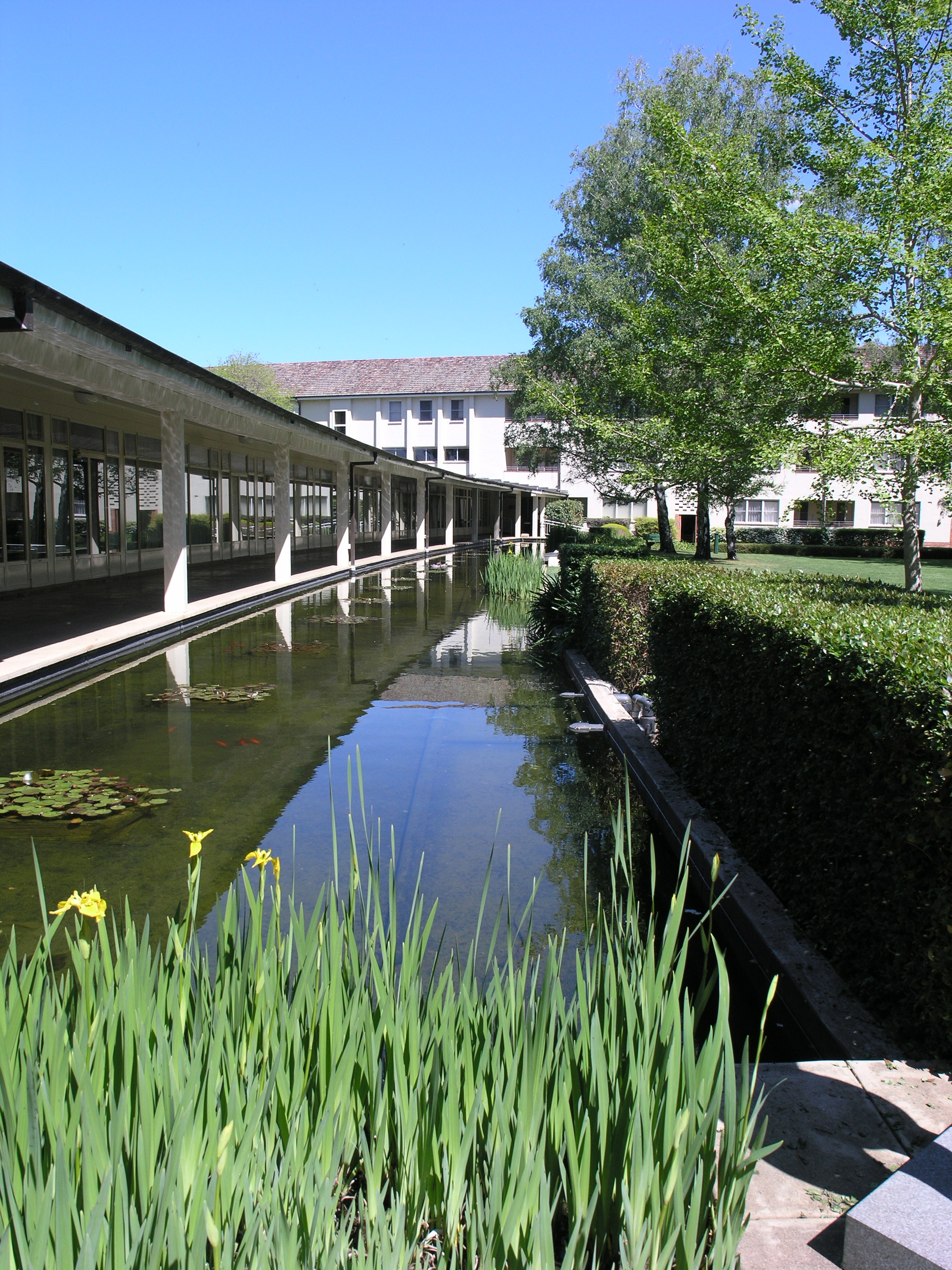
University House

| ANU校內宿舍（On-campus）： - Burgmann College - PG Village（獨立住宿學院） - John XXIII College（獨立住宿學院） - Bruce Hall - Packard Wing - Wright Hall - Fenner Hall (2019年搬入Kambri） - Ursula Hall - Laurus Wing - Burton & Garran Hall - Toad Hall（限年滿24歲之研究生或榮譽生） - Graduate House（僅限研究生） - University House（僅限博士生） | ANU校外宿舍（Off-campus）： - Griffin Hall（虛擬社群） - University Gardens（临近Belconnen， 澳洲首都，属于UniGardens Pty管理 ） ANU委外學生宿舍（UniLodge）： - UniLodge Davey - UniLodge Kinloch - UniLodge Warrumbul - UniLodge Lena Karmel - Academie House |

### 圖書館

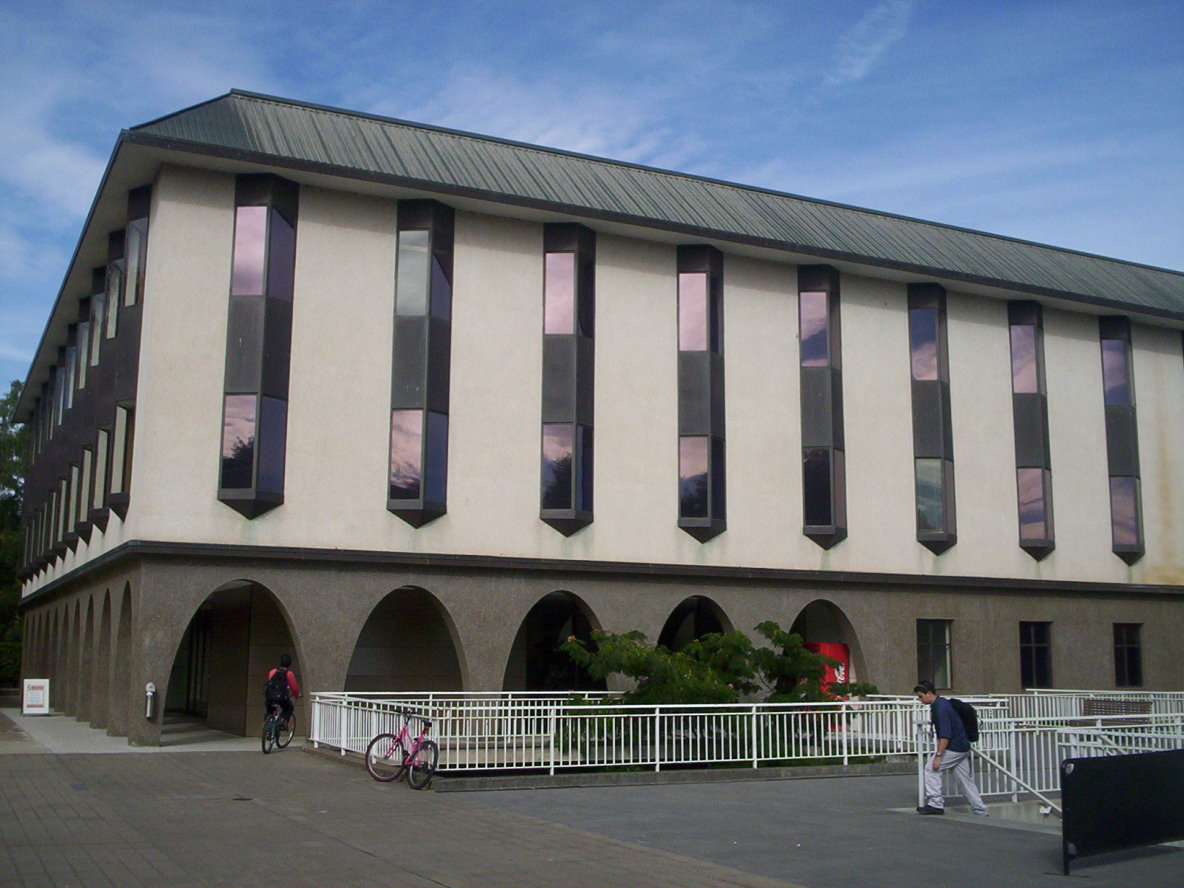
Chifley 圖書館

澳洲國立大學圖書館隸屬於澳洲國立大學資訊部（Division of Information），創建於1948年，至今總藏書量和規模在亞太地區處於領先地位。由於眾多豐富的館藏無法容納於單一建築，所以ANU校方將圖書分散於校內的四座主圖書館與其它分館中，但皆由ANU總圖書資訊系統進行整合管理，可在任一分館借、還所有館藏。ANU圖書館與世界各國頂尖名校、國家圖書館皆簽有合作協議，可為教職員和學生以限時快遞的方式，向這些圖書館調閱研究資料或拷貝文獻副本，供學術用途。
- 奇夫利圖書館（J. B. Chifley Building）：主要負責人文和社會科學領域的圖書收藏；館名為紀念前澳洲總理約瑟夫·班納迪克特·奇夫利。
- 孟席斯圖書館（R. G. Menzies Building）：主要負責國際關係研究，以及特殊經典的珍藏；館名為紀念前澳洲總理羅伯特·孟席斯。
- 漢考克圖書館（W. K. Hancock Building）：主要負責基礎科學、數學、歷史學和科技領域的圖書館藏；館名為紀念澳洲歷史學大師Sir William Keith Hancock（英语：Keith Hancock）。
- 法律圖書館（Law Library）：主要負責法學領域的圖書收藏。
- 埃克爾斯醫學圖書館（Eccles Medical Sciences Library）：主要負責醫學領域的圖書收藏；館名為紀念澳洲諾貝爾生理學或醫學獎得主約翰·卡魯·埃克爾斯。
- 藝術圖書館（Art Library）：各式有關藝術領域的館藏，包含書籍、光碟、膠卷、展覽分類、影像帶、期刊與雜誌等等。
- 化學圖書分館（Chemistry Branch Library）：主要負責化學領域的圖書收藏。
- 地球科學圖書分館（Earth Sciences Branch Library）：主要負責地球科學、地理學等相關領域的圖書收藏。
- 音樂圖書館（Music Library）：主要負責音樂藝術領域的影音檔案和文件收藏。

#### 澳洲國立大學電子出版社
澳洲國立大學電子出版社（ANU E Press）隸屬於澳洲國立大學資訊部，創立於2003年。主要任務為出版電子學術書籍與電子學術期刊，亦提供免費的線上電子書資源。同時也可以透過校內的列印需求服務（PoD），將文本以紙本形式呈現。

## 學術評鑑
澳洲國立大學被認為是澳洲和南半球的學術殿堂，於各主流大學排行榜皆穩居世界前一百大。

### 学科排名
该校各學術領域皆達全球前五十名，其中人文學科、社會科學和自然科學領域尤其突出。

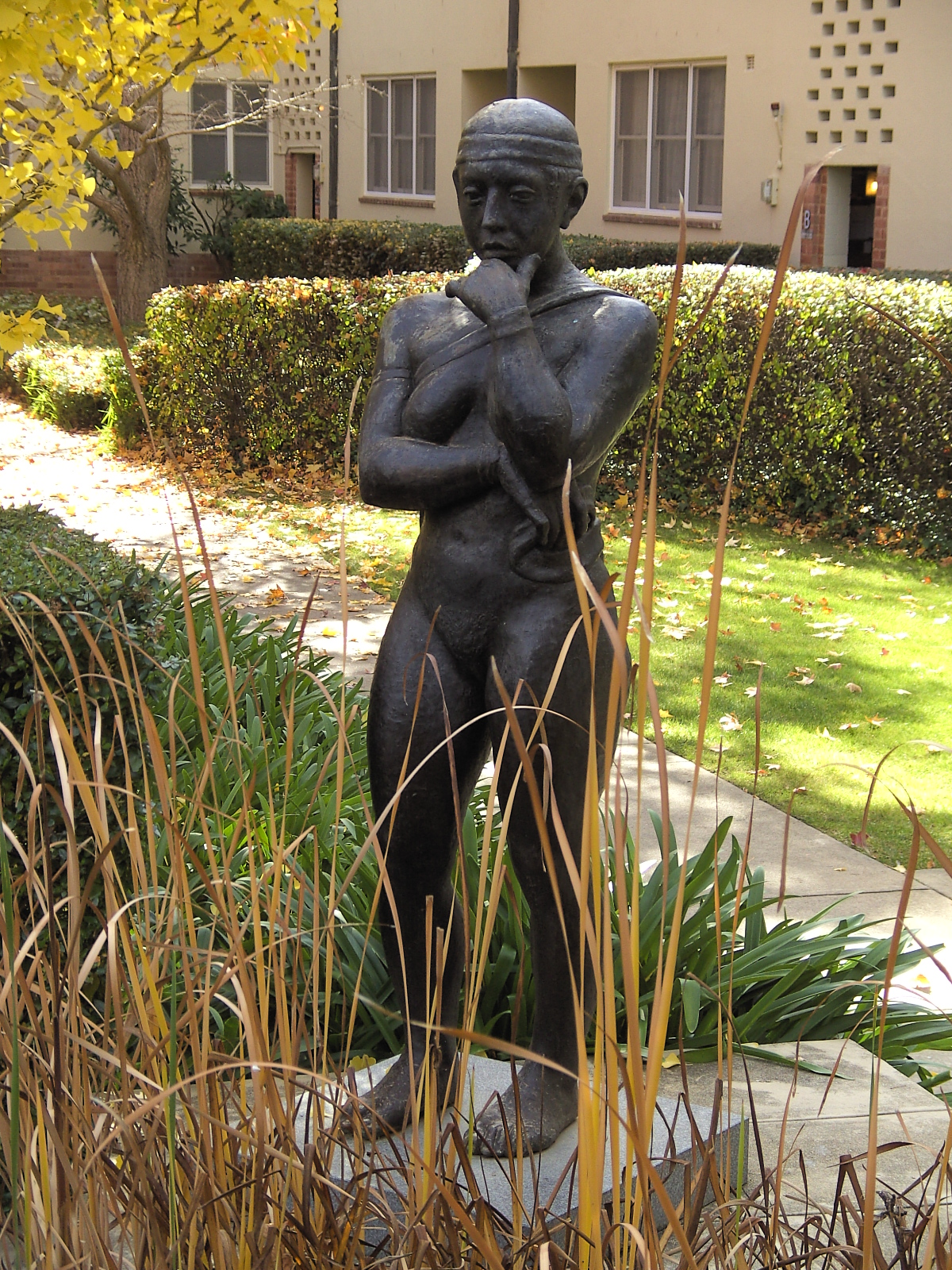
Standing figure, (1981-82). University House.

| 領域     | 2010 | 2011 | 2012 | 2013 | 2014 |
| -------- | ---- | ---- | ---- | ---- | ---- |
| 人文學科 | 14   | 4    | 13   | 15   | 16   |
| 社會科學 | 22   | 18   | 20   | 26   | 24   |
| 物理學群 | N/A  | 26   | 28   | 29   | 28   |
| 生命科學 | 39   | 33   | 36   | 36   | 33   |
| 電機工程 | 44   | N/A  | N/A  | N/A  | N/A  |
| 臨床醫學 | N/A  | N/A  | N/A  | N/A  | N/A  |

| 學科               | 2007 | 2008 | 2009 | 2010 | 2011 | 2012 | 2013 | 2014 |
| ------------------ | ---- | ---- | ---- | ---- | ---- | ---- | ---- | ---- |
| 藝術與人文學科     | 10   | 12   | 12   | 17   | 13   | 13   | 16   | 10   |
| 社會科學與管理學科 | 16   | 14   | 11   | 13   | 16   | 16   | 21   | 13   |
| 自然科學學科       | 19   | 21   | 21   | 20   | 19   | 20   | 36   | 29   |
| 電機與科技學科     | 39   | 36   | 42   | 45   | 44   | 50   | 64   | 49   |
| 生命科學與醫學學科 | 28   | 37   | 21   | 36   | 39   | 44   | 116  | 93   |

### 其他排名

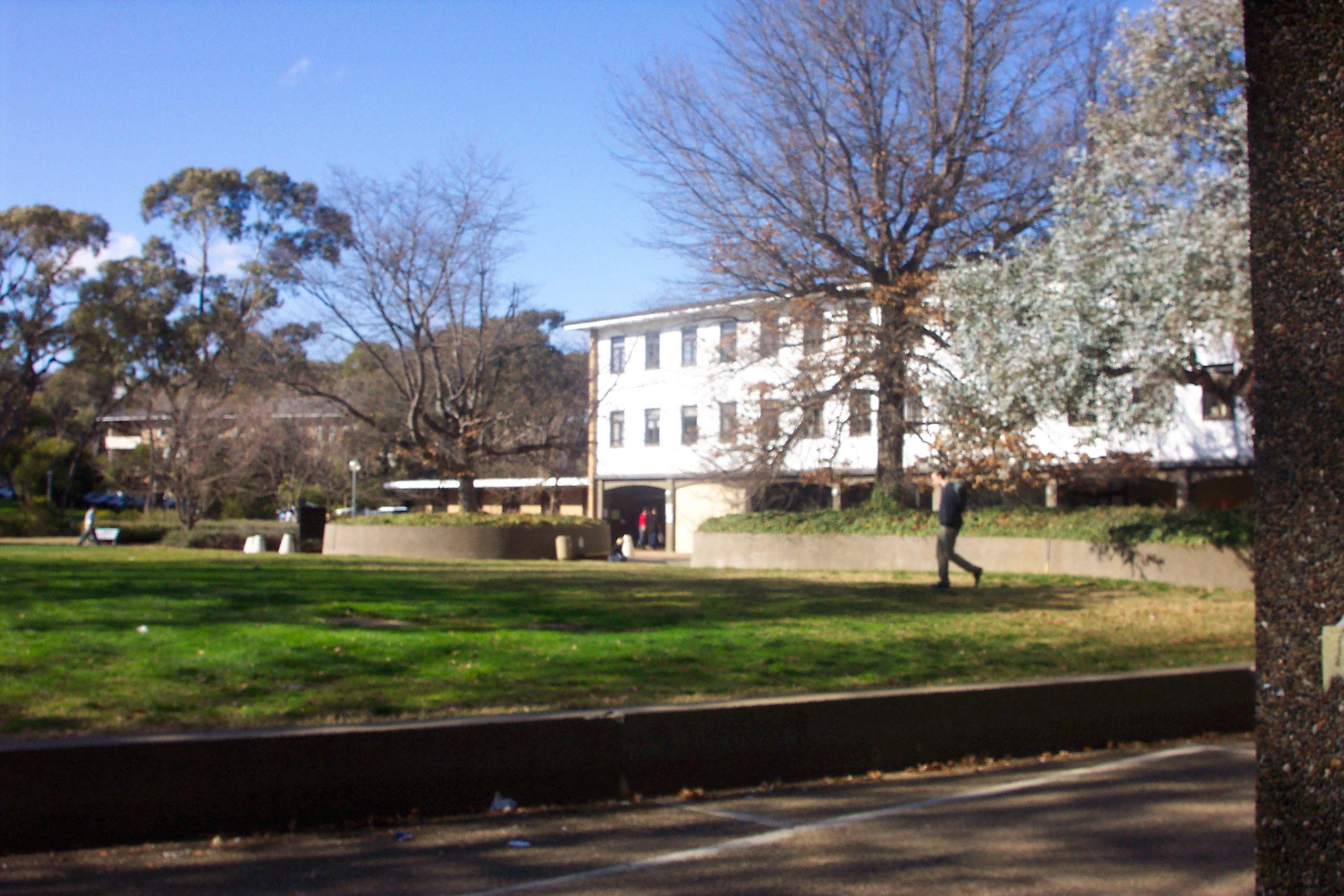
澳大利亚国立大学法學院

澳洲傑出研究計畫（Excellence in Research for Australia；ERA），是澳洲第一個由聯邦政府澳洲研究理事會主導的官方大學排行榜，2011年和2013年均排名第一。
美國《紐約時報》國際版，在2013年10月份報導了一項由法國和德國調查機構合作發表的「全球大學畢業生就業能力調查」排行榜。澳洲國立大學名列澳洲第1名，同時排行世界第20名。
近年來，澳洲國立大學學生參加世界大學辯論賽，屢創佳績，目前於世界名校辯論賽的總積分排名高居全球第9，名次高於普林斯頓大學（17）、哈佛大學（26）、倫敦政治經濟學院（27）、史丹佛大學（30）和康乃爾大學（46）等世界一流名校。

## 國際合作
澳洲國立大學與全球上百所大學簽有學術合作協議，例如：哈佛大學、史丹佛大學、清華大學、北京大学、香港大學、U7 Alliance和UNESCO Chairs、Winter Institute等；並與各地名校合作(例如耶魯大學，牛津大學，麻省理工學院和布朗大學)，提供學生海外學習與觀摩機會。
澳洲國立大學是國際研究型大學聯盟、澳洲八校聯盟、大學天文研究協會、環太平洋大學聯盟、東南亞高等教育協會成員之一，與世界各地區的著名學府皆有著相當密切的學術交流與聯盟夥伴合作關係。

## 知名校友
澳洲國立大學建校至今，已累積許多傑出校友與知名教職員。除了各國政要和商業鉅子外，還包括了六位諾貝爾獎得主、兩位澳洲總理、一位日本親王、多位澳洲科學院院長、各國大學校長和澳洲首席科學家；數十位澳洲國會議員；澳洲聯邦法院法官、政黨黨魁、各州州長、各州總督；多個領域的傑出學者和科學家等等。
- 鮑勃·霍克，澳洲聯邦第 23 任總理（1983–1991）。
- 陸克文，澳洲聯邦第 26 任總理（2007–2010, 2013）。
- 安娜斯塔西亞·帕拉夏，昆士蘭州第 39 任州長。
- 巴里·奧法雷爾,新南威爾斯州第 43 任州長（2011–2014）。
- Lt. Gen. David Morrison，澳洲陸軍總司令（2011–2015）。
- 唐納德·布拉什，紐西蘭國家黨黨魁兼反對黨領袖，及行動紐西蘭黨魁。
- Marty Natalegawa，第 16 任印度尼西亞外交部部長（2009–2014）。

- H.C. Coombs，澳洲儲備銀行首任總裁。
- 馬克·奧利芬特，氚、氦-3元素發現者；知名核融合物理學專家。
- 霍華德·弗洛里，弗洛里男爵，諾貝爾生理學或醫學獎得主（1945），青黴素（盤尼西林）發明者。
- Boediono，印尼副總理（2009–2014）。
- Ian Chubb，澳洲科學院院長（2011–2016）。
- Gareth Evans，澳洲外交部部長（1988–1996）。
- 布萊恩·施密特, 諾貝爾物理學獎得主（2011），澳洲國立大學校長（2016-2023）。

## 學生組織
- 澳洲国立大学學生會（Australian National University Students' Association （页面存档备份，存于）；ANUSA），負責代表ANU大學部學生出席校務和政府會議。
- 澳洲国立大学研究生協會（Postgraduate and Research Students' Association （页面存档备份，存于）；PARSA），負責代表ANU研究所學生出席校務和政府會議。
- 澳洲国立大学學生聯盟（Australian National University Union （页面存档备份，存于）），非營利性質組織、委員會制，負責校內餐廳和商店的招商與管理；協助各類學生社團運作。
- 澳洲国立大学發言人報（Woroni （页面存档备份，存于）），Woroni本意為澳洲原住民語：發言人（Mouthpiece）。

## 外部連結
- The Australian National University（官方網站） （页面存档备份，存于）